# Première circonscription de la préfecture de Shizuoka
La première circonscription de la préfecture de Shizuoka (静岡県第1区, Shizuoka-ken dai-ikku) est l'une des huit circonscriptions législatives que compte la préfecture de Shizuoka au Japon.

## Description géographique
Entre 1994 et 2013, la première circonscription de la préfecture de Shizuoka correspondait à la ville de Shizuoka.
Entre 2013 et 2022, elle comprenait une partie des arrondissements d'Aoi, Suruga et Shimizu de la ville de Shizuoka.
Depuis 2022, elle correspond aux arrondissements d'Aoi et Suruga,.

## Députés
| Législature | Début de mandat | Fin de mandat | Député élu            | Parti politique | Parti politique |
| ----------- | --------------- | ------------- | --------------------- | --------------- | --------------- |
| 41e         | 1996            | 2000          | Yoshinori Ōguchi (ja) |                 | Shinshintō      |
| 42e         | 2000            | 2003          | Yōko Kamikawa         |                 | SE              |
| 43e         | 2003            | 2005          | Seishū Makino (ja)    |                 | PDJ             |
| 44e         | 2005            | 2009          | Yōko Kamikawa         |                 | PLD             |
| 45e         | 2009            | 2012          | Seishū Makino         |                 | PDJ             |
| 46e         | 2012            | 2014          | Yōko Kamikawa         |                 | PLD             |
| 47e         | 2014            | 2017          | Yōko Kamikawa         |                 | PLD             |
| 48e         | 2017            | 2021          | Yōko Kamikawa         |                 | PLD             |
| 49e         | 2021            | 2024          | Yōko Kamikawa         |                 | PLD             |
| 50e         | 2024            | -             | Yōko Kamikawa         |                 | PLD             |